# Eugène Scribe
Augustin Eugène Scribe (Paris, 24 de dezembro de 1791 — Paris, 20 de fevereiro de 1861) foi um importante dramaturgo e libretista francês. Conhecido por ter sido o principal executor das Peças Bem Feitas (well-made play ou pièce bien faite), um gênero teatral popular do século XIX. Foi eleito membro da Academia Francesa em 27 de novembro de 1834.

## Biografia
Apaixonado pelo teatro, Eugène Scribe tinha apenas dezoito anos quando compôs suas primeiras peças de teatro: Les Dervis (1811), L'Auberge ou les Brigands sans le savoir (1812), Thibault, comte de Champagne (1813), Le Bachelier de Salamanque, La Pompe funèbre (1815) e Une nuit de la garde nationale (1815). Escreveu também o libreto para a obra de Gaetano Donizetti, Dom Sébastien, roi de Portugal, sobre o rei português Dom Sebastião.
A partir da comédia Une nuit de la garde nationale, obteve notoriedade, tornando-se um dos autores dramáticos franceses mais fecundos, compondo cerca de quinhentas peças entre comédias, vaudevilles, dramas e ópera. Publicou alguns romances, mas que não obtiveram tanto sucesso quanto suas obras dramáticas e, durante anos, foi a figura dominante da vida teatral em Paris.
Scribe é um claro exemplo de como um autor pode ser extremamente popular em um momento da história e, algum tempo depois, desaparecer quase completamente do repertório teatral.